# Злочиначки умови: Преко границе (2. сезона)
Злочиначки умови: Преко границе (енгл. Criminal Minds: Beyond Borders) америчка је криминалистичка телевизијска серија која прати рад ЕМР-а, тј ФБИ-еве Екипе за међународна реаговања (енгл. International Response Team - IRT), чије је средиште у Квантику (Вирџинија). Серија се разликује од изворне и првог огранка јер агенти путују у друге државе и градове где се догоде злочини почињени над америчким држављанима.

## Опис
Главна постава се није мењала.

## Улоге
- Гери Синис кao Џек Гарет
- Алана де ла Гарза кao Клара Сегер
- Данијел Хени кao Метју Симонс
- Тајлер Џејмс Вилијамс кao Рас Монтгомери
- Ени Фанк кao Меј Џарвис

## Епизоде
| Бр. еп. (укупно) | Бр. еп. (у сезони) | Наслов            | Редитељ             | Сценариста        | Премијера       | Прод. код | Гледаност у САД-у (милиони) |
| --- | ------------------ | ----------------- | ------------------- | ----------------- | --------------- | --------- | --------------------------- |
| 14 | 1                  | "Изгубљене душе"  | Алек Смајт          | Ерика Меесер      | 8. март 2017.   | 201       | 5.35                        |
| Када су 23 члана америчке црквене групе нестала док су у били Танзанији, ЕМР сарађује са тамошњиим властима како би идентификовали отмичаре. У међувремену, Монти сарађује са Пенелопи Гарсијом како би пронашао рођаке жртава, али долази до запањујућег открића.                                                                                         |                    |                   |                     |                   |                 |           |                             |
| 15 | 2                  | "Чудовиште"       | Леон Икасо          | Кристофер Барбур  | 15. март 2017.  | 204       | 5.37                        |
| Када су два америчка пара побијена из ватреног оружја у Фиренци у Италији, ЕМР сарађује са Дејвидом Росијем и италијанским властима како би утврдили да ли се најозлоглашенији серијски убица у Италији вратио. |                    |                   |                     |                   |                 |           |                             |
| 16 | 3                  | "Ђавољи дах"      | Оз Скот             | Адам Глас         | 22. март 2017.  | 202       | 4.78                        |
| Када је Американац пронађен мртав у Боготи у Колумбији, ЕМР мора да сарађује са месним властима како би утврдила да ли је извршио самоубиство или је убијен и зашто је испразнио свој банковни рачун пре смрти. |                    |                   |                     |                   |                 |           |                             |
| 17 | 4                  | "Лепа као ја"     | Грег Пренџ          | Данијел Нејтансон | 29. март 2017.  | 206       | 4.97                        |
| Када је амерички студент пронађен унакажен у Сеулу у Јужној Кореји, Симонс позива ЕМР да дође и истражи. У међувремену, Симонс покушава да испуни последњу жељу своје мајке и пронађе своју баку. |                    |                   |                     |                   |                 |           |                             |
| 18 | 5                  | "Направљено у..." | Жано Шварц          | Ерика Мередит     | 5. април 2017.  | 205       | 4.61                        |
| ЕМР путује у Даку у Бангладешу када је два америчка предузетника отела група маскираних мушкараца. Како истрага напредује, екипа почиње да верује да их је отео неко са ким су пословали у земљи. У међувремену, Клара покушава да се ослободи свог покојног мужа Бреда.                                                                                   |                    |                   |                     |                   |                 |           |                             |
| 19 | 6                  | "Пепељуга и змај" | Дајана К. Валентајн | Метју Лау         | 12. април 2017. | 203       | 5.74                        |
| ЕМР путује у Сингапур када је америчка стјуардеса пронађена мртва у пртљажнику. Док екипа истражује убиство, они су приморани да пронађу осумњиченог снимљеног видео-снимком који је можда невин, а у сукобу је са месним властима које желе да виде извршење најстроже казне над осумњиченим. Такође, сазнају да би могао бити у питању злокобнији мотив. |                    |                   |                     |                   |                 |           |                             |
| 20 | 7                  | "Коштуњави"       | Род Холкомб         | Адам Глас         | 12. април 2017. | 207       | 4.72                        |
| Када је амерички студент пронађен убијен у Тихуани у Мексику, ЕМР истражује и проналази везу између убистава и древне мексичке народне приче. У међувремену, Гарет брине за безбедност свог сина Рајана јер је сазнао да је Рајан дубоко умешан у мексичку трговину дрогом.                                                                                |                    |                   |                     |                   |                 |           |                             |
| 21 | 8                  | "Свеборба"        | Лора Белси          | Тикона С. џој     | 19. април 2017. | 208       | 4.74                        |
| ЕМР путује у Атину у Грчкој како би истражили случај америчког бизнисмена који је пронађен мртав. Пошто су открили да је узрок његове смрти био смртоносно пребијање, екипа схвата да се њихов осумњичени можда бави свирепим древним грчким борилачким спортом који укључује буквално двобоје до смрти.                                                   |                    |                   |                     |                   |                 |           |                             |
| 22 | 9                  | "Повратни удар"   | Нина Лопез-Корадо   | Кристофер Барбур  | 26. април 2017. | 209       | 4.56                        |
| Екипа за међународна реаговања (ЕМР) је под истрагом пошто се истрага о убиству које је починио агент ФБИ-ја у иностранству завршила смрћу осумњиченог. Током поступка, екипа почиње да открива да је неко из самог бироа стајао иза пуцњаве у којој је убијен осумњичени и да је могуће да је покушао да убије све из ЕМР-а како би прикрио трагове.      |                    |                   |                     |                   |                 |           |                             |
| 23 | 10                 | "Тип А"           | Кристоф Шру         | Тим Клементе      | 3. мај 2017.    | 210       | 5.00                        |
| Истрага постаје лична за Клару када је ГПА Емили Прентис обавестила екипу о низу убистава у Тајпеју која су исти начин извршења америчког серијског убице који је терорисао Бруклин 2001. године и у која је укључен и детаљ о местима злочина који никада није објављен јавности.                                                                         |                    |                   |                     |                   |                 |           |                             |
| 24 | 11                 | "Послушност"      | Константин Макрис   | Данијел Нејтансон | 10. мај 2017.   | 211       | 4.85                        |
| Док Гарет брине за свог сина Рајана кога је ФБИ извео из мексичког затвора након неуспешног тајног задатка, ЕМР путује у Кингстон на Јамајци како би истражио обредна убиства повезана са психички поремећеним осумњиченим који је преживео пуцањ у главу и делује као да има заблуде везане за месну легенду.                                             |                    |                   |                     |                   |                 |           |                             |
| 25 | 12                 | "Одвратно"        | Џенифер Линч        | Метју Лау         | 17. мај 2017.   | 212       | 4.87                        |
| ЕМР путује у Катманду у Непалу како би истражио свирепо убиство двојице Американаца на јога ретриту. Истрага екипе постаје сложена када су месне власти почеле да верују да је убиства починио митолошки Јети, али откривају да је мотив њиховог убице много узнемирујући.                                                                                 |                    |                   |                     |                   |                 |           |                             |
| 26 | 13                 | "Кољач из Риге"   | Микаел Саломон      | Адам Глас         | 17. мај 2017.   | 213       | 4.16                        |
| ЕМР мора да истражи отмицу америчке балерине у Санкт Петербургу у Русији у напетој истрази између америчких агената и руских званичника. Док екипа наставља да истражује њен нестанак, сазнаје за низ догађаја који воде Гарета до руског серијског убице и бившег агента КГБ-а чије је хапшење помогао много година раније и још опаснијег плана у игри.  |                    |                   |                     |                   |                 |           |                             |

## Извори
1. ↑  https://web.archive.org/web/20170310015750/http://tvbythenumbers.zap2it.com/daily-ratings/wednesday-final-ratings-march-8-2017/
2. ↑  https://web.archive.org/web/20170317193216/http://tvbythenumbers.zap2it.com/daily-ratings/wednesday-final-ratings-march-15-2017/
3. ↑  https://web.archive.org/web/20170324173852/http://tvbythenumbers.zap2it.com/daily-ratings/wednesday-final-ratings-march-22-2017/
4. ↑  https://web.archive.org/web/20170331012748/http://tvbythenumbers.zap2it.com/daily-ratings/wednesday-final-ratings-march-29-2017/
5. ↑  https://web.archive.org/web/20170406233740/http://tvbythenumbers.zap2it.com/daily-ratings/wednesday-final-ratings-april-5-2017/
6. 1 2  https://web.archive.org/web/20170414162400/http://tvbythenumbers.zap2it.com/daily-ratings/designated-survivor-and-abc-comedy-encores-all-adjust-down-wednesday-final-ratings/
7. ↑  https://web.archive.org/web/20170421033654/http://tvbythenumbers.zap2it.com/daily-ratings/wednesday-final-ratings-april-19-2017/
8. ↑  https://web.archive.org/web/20170428001857/http://tvbythenumbers.zap2it.com/daily-ratings/wednesday-final-ratings-april-26-2017/
9. ↑  https://web.archive.org/web/20170505125704/http://tvbythenumbers.zap2it.com/daily-ratings/wednesday-final-ratings-may-3-2017/
10. ↑  https://web.archive.org/web/20170511223446/http://tvbythenumbers.zap2it.com/daily-ratings/wednesday-final-ratings-may-10-2017/
11. 1 2  https://web.archive.org/web/20170519001233/http://tvbythenumbers.zap2it.com/daily-ratings/wednesday-final-ratings-may-17-2017/